# Alfons Alfred von Bojanowsky
Alfons Alfred von Bojanowsky (ur. 14 października 1827, zm. 6 kwietnia 1848 na Pomorzu Tylnym) – student, uczestnik walk na barykadzie ulicznej w Berlinie podczas rewolucji marcowej w 1848 r.

## Życiorys
Alfons Alfred von Bojanowsky pochodził z rodziny właścicieli ziemskich z Pomorza. Jego ojcem był Xaver von Bojanowski, pruski generał major w stanie spoczynku. Jego matką była Rosalie zd. von Knobelsdorf, siostra Idy von Lüttichau. Jego dziadkiem od strony ojca był August Aleksander Bojanowski, polski szambelan królewski i kapitan. Jego babcią od strony ojca była Sophie Caroline Luise zd. hrabskiego von Maltzan. Posiadał czworo rodzeństwa: starsi Sophie Franziska i Alexander Jaroslaw Maximilian, młodsi Viktor i Paul.
Studiował prawo, mieszkał w Berlinie przy Behrenstraße 1.

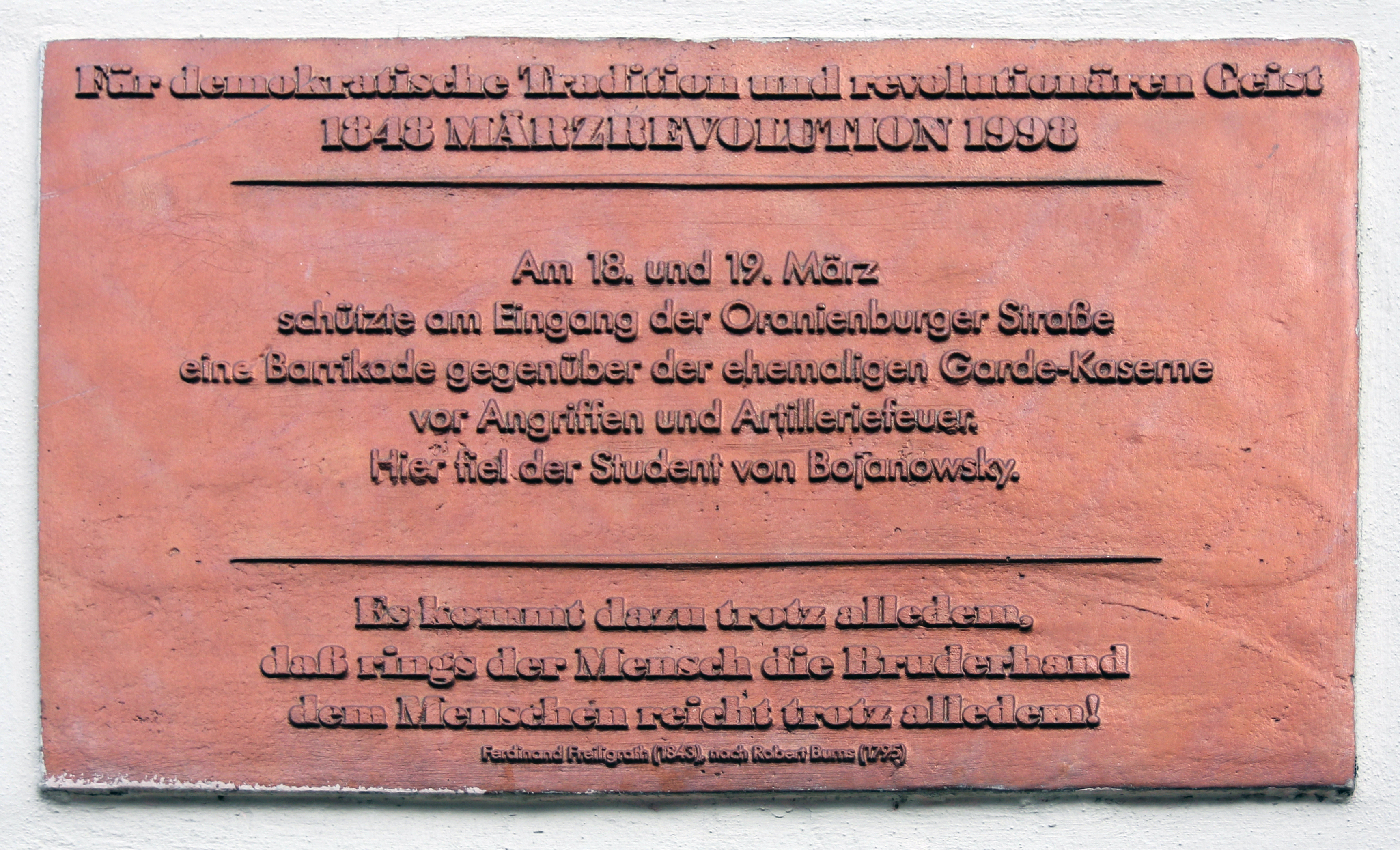
Tablica upamiętniająca Alfonsa Alfreda von Bojanowsky’ego

Brał udział w walkach na barykadzie ulicznej w Berlinie podczas rewolucji marcowej 1848 w dniach 18–19 marca. Barykada była umiejscowiona na Friedrichstraße na rogu z Linienstraße przy Oranienburger Tor w pobliżu koszar artyleryjskich. Został ciężko ranny. Ojciec przewiózł go do majątku rodzinnego na Pomorzu Tylnym, gdzie w wyniku poniesionych obrażeń zmarł. Ponieważ opuścił Berlin, został pochowany w grobie rodzinnym, a nie na Cmentarzu Ofiar Rewolucji Marcowej w Berlinie (niem. Friedhof der Märzgefallenen).
14 marca 1998 roku, w 150-lecie Rewolucji Marcowej 1848, w miejscu walki przy Friedrichstraße 114 i Linienstraße 135 odsłonięto tablicę upamiętniającą Bojanowsky’ego. Jest to jedna z serii 12 podobnych tablic poświęconym Rewolucji Marcowej 1848.